# CanSino Biologics
A CanSino Biologics, (chinês simplificado: 康希诺生物), frequentemente abreviada como CanSinoBIO, é uma empresa chinesa de vacinas.

## História
A CanSino Biologics foi fundada em 2009 em Tianjin, China por Yu Xuefeng, Zhu Tao, Qiu Dongxu e Helen Mao Huihua.
Em julho de 2018, entrou com um pedido para listar na Bolsa de Valores de Hong Kong. Ela estreou em 28 de março de 2019 com um aumento de 59%, o maior ganho comercial no primeiro dia em Hong Kong desde 2017.

## Vacinas
A empresa possui um portfólio de vacinas em fase de pesquisa, incluindo a Ad5-EBOV para prevenir o Ebola e a Ad5-nCoV para o COVID-19 . Ambos são desenvolvidos em conjunto com o Instituto de Biotecnologia da Academia de Ciências Médicas Militares do Exército de Libertação Popular .
A empresa também colaborou com o Conselho Nacional de Pesquisa do Canadá no desenvolvimento de vacinas. As duas organizações começaram a colaborar em 2013 e depois trabalharam juntas para desenvolver uma vacina contra o Ebola.

### Vacina covid-19
Em março de 2020, a CanSino fez um acordo para colaborar com o NRC no desenvolvimento do candidato à vacina covid-19 Ad5-nCoV (ou simplesmente vacina CanSino ou também NBGou) para ajudar a controlar a pandemia do COVID-19, com planos de realizar um ensaio clínico no Canadá.
O Ad5-nCoV foi o primeiro candidato a vacina COVID-19 no mundo a iniciar testes em Fase II em humanos e foi a primeira a obter uma patente na China.
Em 1 de fevereiro, a CanSino Biologics anunciou que sua vacina CanSino ou AD5-nCOV havia atingido os critérios de segurança e eficácia primários sem causa eventos adversos graves e que os testes de fase 3 continuariam.

## Investidores
Desde 2018 CanSino Biologics investors included Lilly Asia Ventures, Qiming Venture Partners and SDIC Fund Management.